# 1995–1996-os UEFA-bajnokok ligája (csoportkör)
Az 1995–1996-os UEFA-bajnokok ligája csoportkörének mérkőzéseit 1995. szeptember 13. és december 6. között játszották le.
A csoportkörben 16 csapat vett részt, a sorsoláskor négy darab négycsapatos csoportot képeztek. A csoportokban a csapatok körmérkőzéses, oda-visszavágós rendszerben mérkőztek meg egymással. A csoportok első két helyén záró csapat az egyenes kieséses szakaszba jutott, a harmadik és negyedik helyezettek kiestek.
A Ferencváros első magyar csapatként bejutott a BL csoportkörébe.

## Csoportok
Az időpontok helyi idő szerint értendők.

### A csoport
| Hely. | Csapat         | M | Gy | D | V | G+ | G– | Gk | P  | Továbbjutás                                |     | PAN | NAN | POR | AAB |
| ----- | -------------- | - | -- | - | - | -- | -- | -- | -- | ------------------------------------------ | --- | --- | --- | --- | --- |
| 1.    | Panathinaikósz | 6 | 3  | 2 | 1 | 7  | 3  | +4 | 11 | Továbbjutott az egyenes kieséses szakaszba |     | —   | 3–1 | 0–0 | 2–0 |
| 2.    | Nantes         | 6 | 2  | 3 | 1 | 8  | 6  | +2 | 9  | Továbbjutott az egyenes kieséses szakaszba |     | 0–0 | —   | 0–0 | 3–1 |
| 3.    | FC Porto       | 6 | 1  | 4 | 1 | 6  | 5  | +1 | 7  |                                            |     | 0–1 | 2–2 | —   | 2–0 |
| 4.    | Aalborg BK     | 6 | 1  | 1 | 4 | 5  | 12 | −7 | 4  |                                            | 2–1 | 0–2 | 2–2 | —   |     |

| 1995. szeptember 13. 20:30 |

| Nantes | 0–0         | FC Porto |
| ------ | ----------- | -------- |
|        | Jegyzőkönyv |          |

| La Beaujoire, Nantes Nézőszám: 16 873 Játékvezető: Hans-Jürgen Weber (német) |

| 1995. október 25. 20:30 |

| Aalborg BK             | 2–1               | Panathinaikósz |
| ---------------------- | ----------------- | -------------- |
| Andersen 7' Madsen 90' | (1–1) Jegyzőkönyv | Warzycha 41'   |

| Aalborg, Aalborg Nézőszám: 6100 Játékvezető: Hellmut Krug (német) |

Eredetileg a Dinamo Kijiv szerepelt a csoportban, amely a Panathinaikósz ellen 1–0-ra győzött az 1. mérkőzésnapon. A Kijivet ezután kizárták, a mérkőzés eredményét törölték. A Kijiv helyett az Aalborg szerepelhetett, ezért ezt a mérkőzést később játszották.
| 1995. szeptember 27. 21:30 |

| Panathinaikósz                  | 3–1               | Nantes      |
| ------------------------------- | ----------------- | ----------- |
| Georgiadis 17' Warzycha 30' 46' | (2–0) Jegyzőkönyv | N'Doram 88' |

| Spyridon Louis, Athén Nézőszám: 65 000 Játékvezető: Vadim Zhuk (fehérorosz) |

| 1995. szeptember 27. 19:30 |

| FC Porto           | 2–0               | Aalborg BK |
| ------------------ | ----------------- | ---------- |
| Rui Barros 41' 62' | (1–0) Jegyzőkönyv |            |

| Estádio das Antas, Porto Nézőszám: 25 000 Játékvezető: Leslie Mottram (skót) |

| 1995. október 18. 20:30 |

| Nantes                           | 3–1               | Aalborg BK   |
| -------------------------------- | ----------------- | ------------ |
| Ouédec 5' Pedros 55' Kosecki 75' | (1–0) Jegyzőkönyv | Andersen 46' |

| La Beaujoire, Nantes Nézőszám: 29 603 Játékvezető: Vágner László (magyar) |

| 1995. október 18. 19:30 |

| FC Porto | 0–1               | Panathinaikósz |
| -------- | ----------------- | -------------- |
|          | (0–1) Jegyzőkönyv | Markos 41'     |

| Estádio das Antas, Porto Nézőszám: 27 500 Játékvezető: Alfredo Trentalange (olasz) |

| 1995. november 1. 20:30 |

| Aalborg BK | 0–2               | Nantes               |
| ---------- | ----------------- | -------------------- |
|            | (0–1) Jegyzőkönyv | Guyot 10' Ouédec 68' |

| Aalborg, Aalborg Nézőszám: 6800 Játékvezető: David Elleray (angol) |

| 1995. november 1. 21:30 |

| Panathinaikósz | 0–0         | FC Porto |
| -------------- | ----------- | -------- |
|                | Jegyzőkönyv |          |

| Spyridon Louis, Athén Nézőszám: 59 336 Játékvezető: Guy Goethals (belga) |

| 1995. november 22. 19:30 |

| FC Porto                   | 2–2               | Nantes        |
| -------------------------- | ----------------- | ------------- |
| Drulović 10' Zé Carlos 56' | (1–2) Jegyzőkönyv | Pedros 3' 34' |

| Estádio das Antas, Porto Nézőszám: 14 867 Játékvezető: Jacob Uilenberg (holland) |

| 1995. november 22. 21:30 |

| Panathinaikósz              | 2–0               | Aalborg BK |
| --------------------------- | ----------------- | ---------- |
| Alexoudis 1' Georgiadis 39' | (2–0) Jegyzőkönyv |            |

| Spyridon Louis, Athén Nézőszám: 32 532 Játékvezető: Vaclav Krondl (cseh) |

| 1995. december 6. 20:30 |

| Nantes | 0–0         | Panathinaikósz |
| ------ | ----------- | -------------- |
|        | Jegyzőkönyv |                |

| La Beaujoire, Nantes Nézőszám: 30 000 Játékvezető: Leif Sundell (svéd) |

| 1995. december 6. 20.30 |

| Aalborg BK              | 2–2               | FC Porto        |
| ----------------------- | ----------------- | --------------- |
| Andersen 11' Madsen 69' | (1–0) Jegyzőkönyv | Emerson 62' 75' |

| Aalborg, Aalborg Nézőszám: 3950 Játékvezető: Ion Crăciunescu (román) |

### B csoport
| Hely. | Csapat           | M | Gy | D | V | G+ | G– | Gk  | P  | Továbbjutás                                |     | SPM | LEG | ROS | BLA |
| ----- | ---------------- | - | -- | - | - | -- | -- | --- | -- | ------------------------------------------ | --- | --- | --- | --- | --- |
| 1.    | Szpartak Moszkva | 6 | 6  | 0 | 0 | 15 | 4  | +11 | 18 | Továbbjutott az egyenes kieséses szakaszba |     | —   | 2–1 | 4–1 | 3–0 |
| 2.    | Legia Warszawa   | 6 | 2  | 1 | 3 | 5  | 8  | −3  | 7  | Továbbjutott az egyenes kieséses szakaszba |     | 0–1 | —   | 3–1 | 1–0 |
| 3.    | Rosenborg        | 6 | 2  | 0 | 4 | 11 | 16 | −5  | 6  |                                            |     | 2–4 | 4–0 | —   | 2–1 |
| 4.    | Blackburn Rovers | 6 | 1  | 1 | 4 | 5  | 8  | −3  | 4  |                                            | 0–1 | 0–0 | 4–1 | —   |     |

| 1995. szeptember 13. 20:30 |

| Legia Warszawa           | 3–1               | Rosenborg               |
| ------------------------ | ----------------- | ----------------------- |
| Pisz 65' 74' Staniek 69' | (0–0) Jegyzőkönyv | Jakobsen 64' (11-esből) |

| Wojska Polskiego, Varsó Nézőszám: 8184 Játékvezető: Adrian Porumboiu (román) |

| 1995. szeptember 13. 19:30 |

| Blackburn Rovers | 0–1               | Szpartak Moszkva |
| ---------------- | ----------------- | ---------------- |
|                  | (0–1) Jegyzőkönyv | Yuran 42'        |

| Ewood Park, Blackburn Nézőszám: 20 940 Játékvezető: Michel Piraux (belga) |

| 1995. szeptember 27. 20:30 |

| Szpartak Moszkva                    | 2–1               | Legia Warszawa |
| ----------------------------------- | ----------------- | -------------- |
| Nyikiforov 13' (11-esből) Yuran 52' | (1–0) Jegyzőkönyv | Jozwiak 82'    |

| Luzsnyiki Stadion, Moszkva Nézőszám: 18 000 Játékvezető: Vágner László (magyar) |

| 1995. szeptember 27. 20:30 |

| Rosenborg              | 2–1               | Blackburn Rovers |
| ---------------------- | ----------------- | ---------------- |
| Løken 29' Stensaas 85' | (1–0) Jegyzőkönyv | Newell 62'       |

| Lerkendal, Trondheim Nézőszám: 12 210 Játékvezető: Günter Benkö (osztrák) |

| 1995. október 18. 20:30 |

| Legia Warszawa | 1–0               | Blackburn Rovers |
| -------------- | ----------------- | ---------------- |
| Podbrozny 26'  | (1–0) Jegyzőkönyv |                  |

| Wojska Polskiego, Varsó Nézőszám: 15 000 Játékvezető: Anders Frisk (svéd) |

| 1995. október 18. 20:30 |

| Rosenborg              | 2–4               | Szpartak Moszkva                               |
| ---------------------- | ----------------- | ---------------------------------------------- |
| Løken 2' Brattbakk 45' | (2–0) Jegyzőkönyv | Alenyicsev 59' Nyikiforov 65' Kechinov 74' 81' |

| Lerkendal, Trondheim Nézőszám: 12 216 Játékvezető: José García Aranda (spanyol) |

| 1995. november 1. 19:30 |

| Blackburn Rovers | 0–0         | Legia Warszawa |
| ---------------- | ----------- | -------------- |
|                  | Jegyzőkönyv |                |

| Ewood Park, Blackburn Nézőszám: 20 897 Játékvezető: Urs Meier (svájci) |

| 1995. november 1. 20:30 |

| Szpartak Moszkva                               | 4–1               | Rosenborg |
| ---------------------------------------------- | ----------------- | --------- |
| Shmarov 2' Yuran 9' Tsymbalar 19' Tikhonov 80' | (3–0) Jegyzőkönyv | Løken 90' |

| Luzsnyiki Stadion, Moszkva Nézőszám: 42 500 Játékvezető: Vaclav Krondl (cseh) |

| 1995. november 22. 20:30 |

| Rosenborg                                        | 4–0               | Legia Warszawa |
| ------------------------------------------------ | ----------------- | -------------- |
| Strand 17' Brattbakk 45' Jakobsen 64' Heggem 90' | (2–0) Jegyzőkönyv |                |

| Lerkendal, Trondheim Nézőszám: 11 480 Játékvezető: Hans-Jürgen Weber (német) |

| 1995. november 22. 20:30 |

| Szpartak Moszkva                          | 3–0               | Blackburn Rovers |
| ----------------------------------------- | ----------------- | ---------------- |
| Alenyicsev 28' Nyikiforov 47' Mamedov 54' | (1–0) Jegyzőkönyv |                  |

| Luzsnyiki Stadion, Moszkva Nézőszám: 25 000 Játékvezető: Pierluigi Pairetto (olasz) |

| 1995. december 6. 20:30 |

| Legia Warszawa | 0–1               | Szpartak Moszkva |
| -------------- | ----------------- | ---------------- |
|                | (0–1) Jegyzőkönyv | Mamedov 42'      |

| Wojska Polskiego, Varsó Nézőszám: 5972 Játékvezető: Les Mottram (skót) |

| 1995. december 6. 19:30 |

| Blackburn Rovers                          | 4–1               | Rosenborg   |
| ----------------------------------------- | ----------------- | ----------- |
| Shearer 16' (11-esből) Newell 31' 38' 40' | (4–1) Jegyzőkönyv | Iversen 30' |

| Ewood Park, Blackburn Nézőszám: 20 677 Játékvezető: Didier Pauchard (francia) |

### C csoport
| Hely. | Csapat            | M | Gy | D | V | G+ | G– | Gk  | P  | Továbbjutás                                |     | JUV | DOR | STE | RAN |
| ----- | ----------------- | - | -- | - | - | -- | -- | --- | -- | ------------------------------------------ | --- | --- | --- | --- | --- |
| 1.    | Juventus          | 6 | 4  | 1 | 1 | 15 | 4  | +11 | 13 | Továbbjutott az egyenes kieséses szakaszba |     | —   | 1–2 | 3–0 | 4–1 |
| 2.    | Borussia Dortmund | 6 | 2  | 3 | 1 | 8  | 8  | 0   | 9  | Továbbjutott az egyenes kieséses szakaszba |     | 1–3 | —   | 1–0 | 2–2 |
| 3.    | Steaua București  | 6 | 1  | 3 | 2 | 2  | 5  | −3  | 6  |                                            |     | 0–0 | 0–0 | —   | 1–0 |
| 4.    | Rangers           | 6 | 0  | 3 | 3 | 6  | 14 | −8  | 3  |                                            | 0–4 | 2–2 | 1–1 | —   |     |

| 1995. szeptember 13. 21:30 |

| Steaua București | 1–0               | Rangers |
| ---------------- | ----------------- | ------- |
| Prodan 85'       | (0–0) Jegyzőkönyv |         |

| Steaua, Bukarest Nézőszám: 26 000 Játékvezető: Alain Sars (francia) |

| 1995. szeptember 13. 20:30 |

| Borussia Dortmund | 1–3               | Juventus                             |
| ----------------- | ----------------- | ------------------------------------ |
| Möller 1'         | (1–2) Jegyzőkönyv | Padovano 12' Del Piero 37' Conte 69' |

| Westfalenstadion, Dortmund Nézőszám: 35 800 Játékvezető: Kurt Röthlisberger (svájci) |

| 1995. szeptember 27. 20:30 |

| Juventus                                 | 3–0               | Steaua București |
| ---------------------------------------- | ----------------- | ---------------- |
| Di Livio 34' Del Piero 39' Ravanelli 49' | (2–0) Jegyzőkönyv |                  |

| Stadio delle Alpi, Torino Nézőszám: 34 500 Játékvezető: Dermot Gallagher (angol) |

| 1995. szeptember 27. 19:30 |

| Rangers                | 2–2               | Borussia Dortmund     |
| ---------------------- | ----------------- | --------------------- |
| Gough 63' Ferguson 73' | (0–1) Jegyzőkönyv | Herrlich 19' Kree 69' |

| Ibrox Stadium, Glasgow Nézőszám: 33 200 Játékvezető: Jacob Uilenberg (holland) |

| 1995. október 18. 20:30 |

| Borussia Dortmund | 1–0               | Steaua București |
| ----------------- | ----------------- | ---------------- |
| Ricken 58'        | (0–0) Jegyzőkönyv |                  |

| Westfalenstadion, Dortmund Nézőszám: 35 800 Játékvezető: Peter Mikkelsen (dán) |

| 1995. október 18. 20:30 |

| Juventus                                  | 4–1               | Rangers   |
| ----------------------------------------- | ----------------- | --------- |
| Ravanelli 15' 76' Conte 17' Del Piero 23' | (3–0) Jegyzőkönyv | Gough 79' |

| Stadio delle Alpi, Torino Nézőszám: 49 625 Játékvezető: Vadim Zhuk (fehérorosz) |

| 1995. november 1. 21:30 |

| Steaua București | 0–0         | Borussia Dortmund |
| ---------------- | ----------- | ----------------- |
|                  | Jegyzőkönyv |                   |

| Steaua Stadion, Bukarest Nézőszám: 15 000 Játékvezető: Michel Piraux (belga) |

| 1995. november 1. 19:30 |

| Rangers | 0–4               | Juventus                                                |
| ------- | ----------------- | ------------------------------------------------------- |
|         | (0–1) Jegyzőkönyv | Del Piero 17' Torricelli 65' Ravanelli 88' Marocchi 90' |

| Ibrox Park, Glasgow Nézőszám: 42 523 Játékvezető: Ahmet Çakar (török) |

| 1995. november 22. 19:30 |

| Rangers       | 1–1               | Steaua București |
| ------------- | ----------------- | ---------------- |
| Gascoigne 39' | (1–0) Jegyzőkönyv | Ilie 55'         |

| Ibrox Park, Glasgow Nézőszám: 30 882 Játékvezető: Nikolay Levnikov (orosz) |

| 1995. november 22. 20:30 |

| Juventus        | 1–2               | Borussia Dortmund   |
| --------------- | ----------------- | ------------------- |
| Del Piero 90+2' | (0–1) Jegyzőkönyv | Zorc 30' Ricken 65' |

| Stadio delle Alpi, Torino Nézőszám: 35 000 Játékvezető: Anders Frisk (svéd) |

| 1995. december 6. 21:30 |

| Steaua București | 0–0         | Juventus |
| ---------------- | ----------- | -------- |
|                  | Jegyzőkönyv |          |

| Steaua, Bukarest Nézőszám: 2700 Játékvezető: Gerd Grabher (osztrák) |

| 1995. december 6. 20:30 |

| Borussia Dortmund     | 2–2               | Rangers               |
| --------------------- | ----------------- | --------------------- |
| Möller 17' Riedle 49' | (1–1) Jegyzőkönyv | Laudrup 11' Durie 85' |

| Westfalenstadion, Dortmund Nézőszám: 35 800 Játékvezető: Manuel Díaz Vega (spanyol) |

### D csoport
| Hely. | Csapat      | M | Gy | D | V | G+ | G– | Gk  | P  | Továbbjutás                                |     | AJX | RMA | FER | GRA |
| ----- | ----------- | - | -- | - | - | -- | -- | --- | -- | ------------------------------------------ | --- | --- | --- | --- | --- |
| 1.    | Ajax        | 6 | 5  | 1 | 0 | 15 | 1  | +14 | 16 | Továbbjutott az egyenes kieséses szakaszba |     | —   | 1–0 | 4–0 | 3–0 |
| 2.    | Real Madrid | 6 | 3  | 1 | 2 | 11 | 5  | +6  | 10 | Továbbjutott az egyenes kieséses szakaszba |     | 0–2 | —   | 6–1 | 2–0 |
| 3.    | Ferencváros | 6 | 1  | 2 | 3 | 9  | 19 | −10 | 5  |                                            |     | 1–5 | 1–1 | —   | 3–3 |
| 4.    | Grasshopper | 6 | 0  | 2 | 4 | 3  | 13 | −10 | 2  |                                            | 0–0 | 0–2 | 0–3 | —   |     |

| 1995. szeptember 13. 20:30 |

| Grasshopper | 0–3               | Ferencváros                |
| ----------- | ----------------- | -------------------------- |
|             | (0–0) Jegyzőkönyv | Lisztes 61' Vincze 81' 90' |

| Hardturm, Zürich Nézőszám: 15 530 Játékvezető: Rune Pedersen (norvég) |

| 1995. szeptember 13. 20:30 |

| Ajax         | 1–0               | Real Madrid |
| ------------ | ----------------- | ----------- |
| Overmars 14' | (1–0) Jegyzőkönyv |             |

| Olimpiai Stadion, Amszterdam Nézőszám: 38 000 Játékvezető: Piero Ceccarini (olasz) |

| 1995. szeptember 27. 20:30 |

| Ferencváros           | 1–5               | Ajax                                                        |
| --------------------- | ----------------- | ----------------------------------------------------------- |
| Nyilas 59' (11-esből) | (0–0) Jegyzőkönyv | Litmanen 57' 80' (11-esből) 88' Kluivert 67' F. de Boer 85' |

| Üllői út, Budapest Nézőszám: 18 000 Játékvezető: Vassilios Nikakis (görög) |

| 1995. szeptember 27. 20:30 |

| Real Madrid      | 2–0               | Grasshopper |
| ---------------- | ----------------- | ----------- |
| Zamorano 70' 89' | (0–0) Jegyzőkönyv |             |

| Santiago Bernabéu Stadium, Madrid Nézőszám: 62 000 Játékvezető: Zbigniew Przesmycki (lengyel) |

| 1995. október 18. 20:30 |

| Real Madrid                                  | 6–1               | Ferencváros   |
| -------------------------------------------- | ----------------- | ------------- |
| Raúl 24' 25' 84' Zamorano 34' 47' Hierro 54' | (3–0) Jegyzőkönyv | Kopunović 63' |

| Santiago Bernabéu Stadium, Madrid Nézőszám: 55 000 Játékvezető: Atanas Uzunov (bolgár) |

| 1995. október 18. 20:30 |

| Ajax                        | 3–0               | Grasshopper |
| --------------------------- | ----------------- | ----------- |
| Kluivert 10' 68' Finidi 87' | (1–0) Jegyzőkönyv |             |

| Olimpiai Stadion, Amszterdam Nézőszám: 41 000 Játékvezető: Adrian Porumboiu (román) |

| 1995. november 1. 20:30 |

| Ferencváros | 1–1               | Real Madrid |
| ----------- | ----------------- | ----------- |
| Albert 36'  | (1–0) Jegyzőkönyv | Raúl 74'    |

| Üllői út, Budapest Nézőszám: 18 000 Játékvezető: Paul Durkin (angol) |

| 1995. november 1. 20:30 |

| Grasshopper | 0–0         | Ajax |
| ----------- | ----------- | ---- |
|             | Jegyzőkönyv |      |

| Hardturm, Zürich Nézőszám: 20 100 Játékvezető: Nikolay Levnikov (orosz) |

| 1995. november 22. 20:30 |

| Ferencváros                                  | 3–3               | Grasshopper                          |
| -------------------------------------------- | ----------------- | ------------------------------------ |
| Albert 20' Lisztes 24' Nyilas 86' (11-esből) | (2–1) Jegyzőkönyv | Subiat 21' Comisetti 48' Ibrahim 64' |

| Üllői út, Budapest Nézőszám: 18 000 Játékvezető: Kim Milton Nielsen (dán) |

| 1995. november 22. 20:30 |

| Real Madrid | 0–2               | Ajax                      |
| ----------- | ----------------- | ------------------------- |
|             | (0–0) Jegyzőkönyv | Litmanen 64' Kluivert 76' |

| Santiago Bernabéu Stadium, Madrid Nézőszám: 72 000 Játékvezető: Hellmut Krug (német) |

| 1995. december 6. 20:30 |

| Ajax                                         | 4–0               | Ferencváros |
| -------------------------------------------- | ----------------- | ----------- |
| Overmars 17' R. de Boer 22' Litmanen 62' 66' | (2–0) Jegyzőkönyv |             |

| Olimpiai Stadion, Amszterdam Nézőszám: 42 319 Játékvezető: Ilkka Koho (finn) |

| 1995. december 6. 20:30 |

| Grasshopper | 0–2               | Real Madrid         |
| ----------- | ----------------- | ------------------- |
|             | (0–0) Jegyzőkönyv | Raúl 56' Míchel 67' |

| Hardturm, Zürich Nézőszám: 20 100 Játékvezető: Jim McCluskey (skót) |